# Norwich
För andra betydelser, se Norwich (olika betydelser).

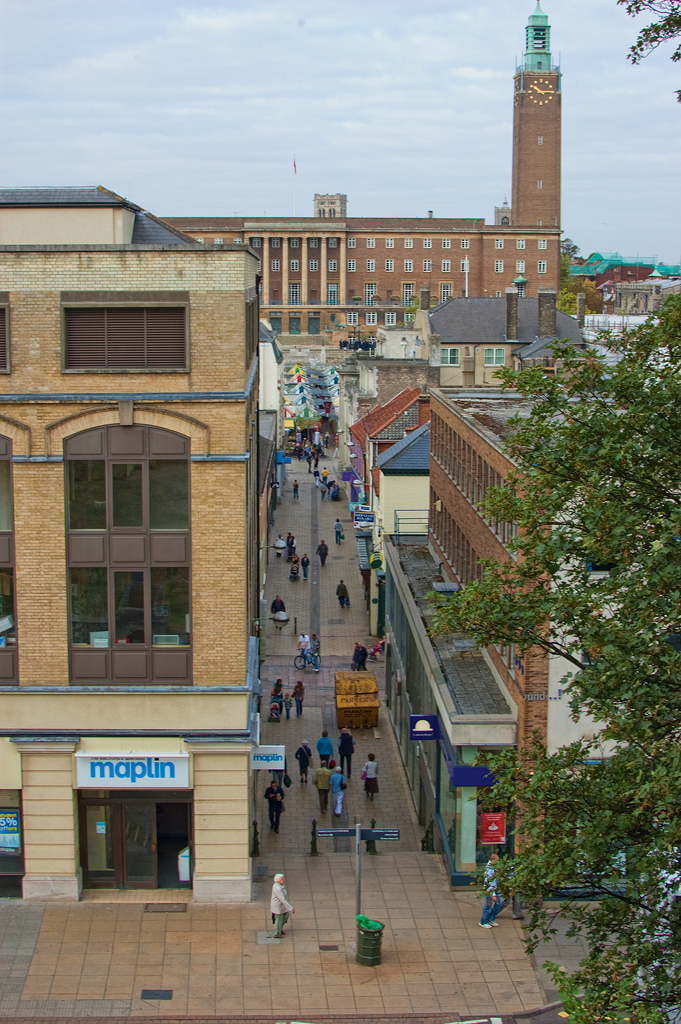
Centrala Norwich.

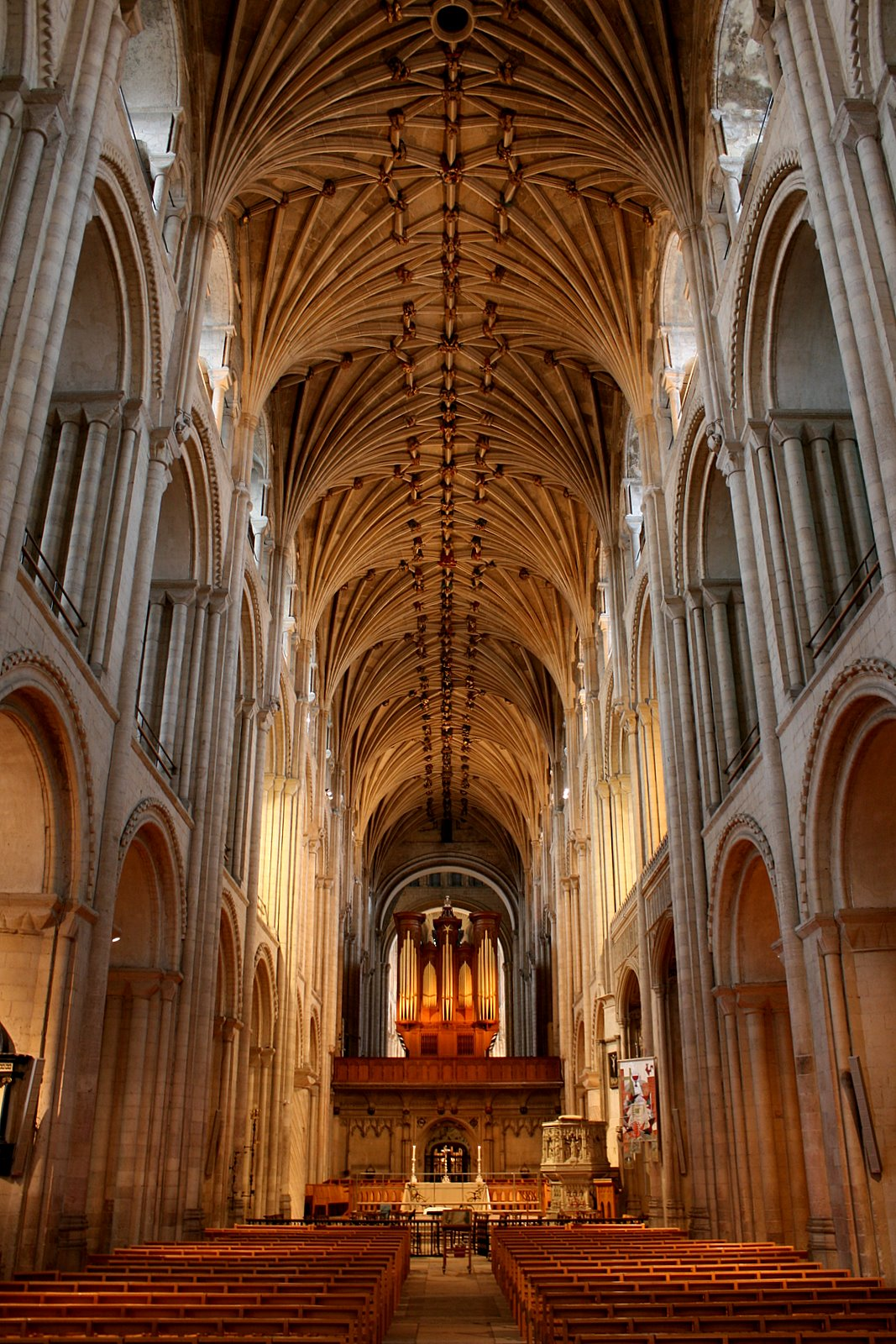
Interiör från Katedralen i Norwich.

Norwich (/ˈnɒɹɪdʒ/) är en stad i distriktet med samma namn, belägen i grevskapet Norfolk i östra delen av England i Storbritannien. Orten har 174 047 invånare (2001). Staden är administrativ huvudort i Norfolk. Norwich är också biskopssäte med en medeltida katedral.

## Historia
Romarna hade på 450-talet sin regionala huvudstad i närheten av den nuvarande staden. Under 500-talet grundade anglosaxare det nuvarande Norwich som kom att bli ett viktigt handelscentrum. År 1004 erövrades staden av vikingar som fick ett starkt inflytande under drygt ett halvt sekel. Under denna tid växte staden till en av de största i England. Vid normandernas erövring, 1066, var staden näst störst i England efter London. Norwich behöll sin position som en av Englands största och viktigaste städer fram till industriella revolutionen. Staden har i alla tider varit ett centrum för textilindustri. Det finns även en lång tradition av bryggeriverksamhet.
Under andra världskriget drabbades Norwich hårt av bombningar när industrier och järnvägsförbindelser förstördes.

## Arkitektur
I Norwich finns ett stort antal medeltida och äldre byggnader, bland dem katedralen i Norwich, som började byggas år 1096.

## Sport
Fotbollsklubben Norwich City FC har gjort flera säsonger i Premier League. Hemmamatcherna spelas på Carrow Road.

## Kända personer med anknytning till Norwich
Den engelska författarinnan Harriet Martineau föddes i Norwich. Den tyske författaren W. G. Sebald arbetade i Norwich. Ian McEwan, en av Englands mest kända författare, har studerat och tagit examen vid University of East Anglia i Norwich.

## Vänorter
- Rouen, Frankrike
- Koblenz, Tyskland
- Novi Sad, Serbien
- El Viejo, Nicaragua

### Fotnoter
1. ↑  KS01 Usual resident population: Census 2001, Key Statistics for urban areas
2. ↑  ”Cathedral funds hit £10m target” (på engelska). BBC. 18 maj 2007. http://news.bbc.co.uk/2/hi/uk_news/england/norfolk/6670709.stm. Läst 28 november 2015.